# Honey Drop
〈Honey Drop〉은 2021년에 발매된 대한민국의 보이 그룹 펜타곤이 부른 《리플레이》의 OST이다.